# Ober-Olm
Ober-Olm est une municipalité de la Verbandsgemeinde Nieder-Olm, dans l'arrondissement de Mayence-Bingen, en Rhénanie-Palatinat, dans l'ouest de l'Allemagne.

## Géographie
Ober-Olm est situé en Hesse rhénane, à la limite sud-ouest de la capitale du Land Rhénanie-Palatinat, Mayence. Au nord de la communauté se trouve la forêt d'Ober-Olm, qui a été placée sous protection de la nature en 2017 avec les zones adjacentes (Wiesen am Layenhof - Ober-Olmer Wald).

## Références

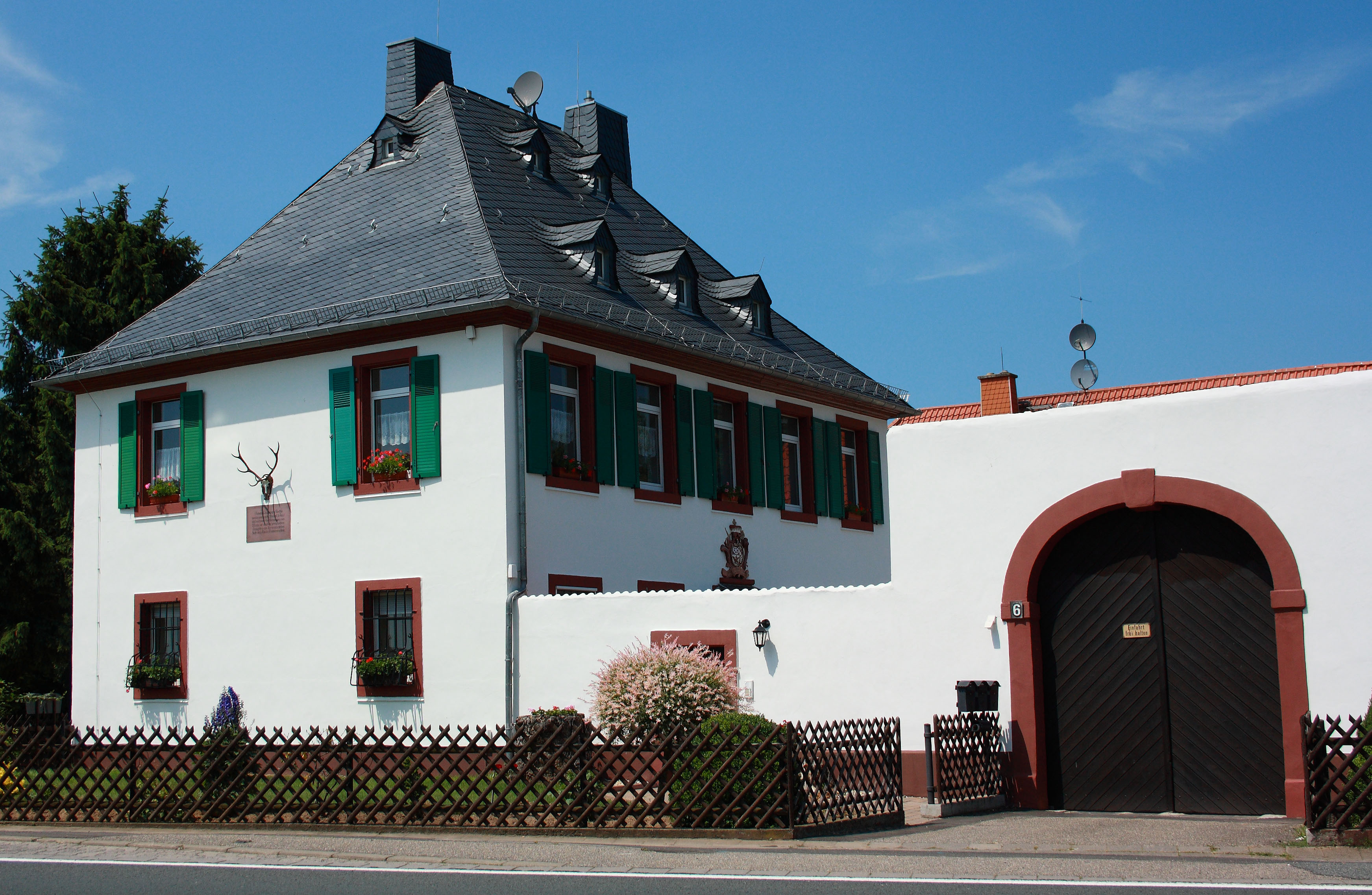
Jagdschloss
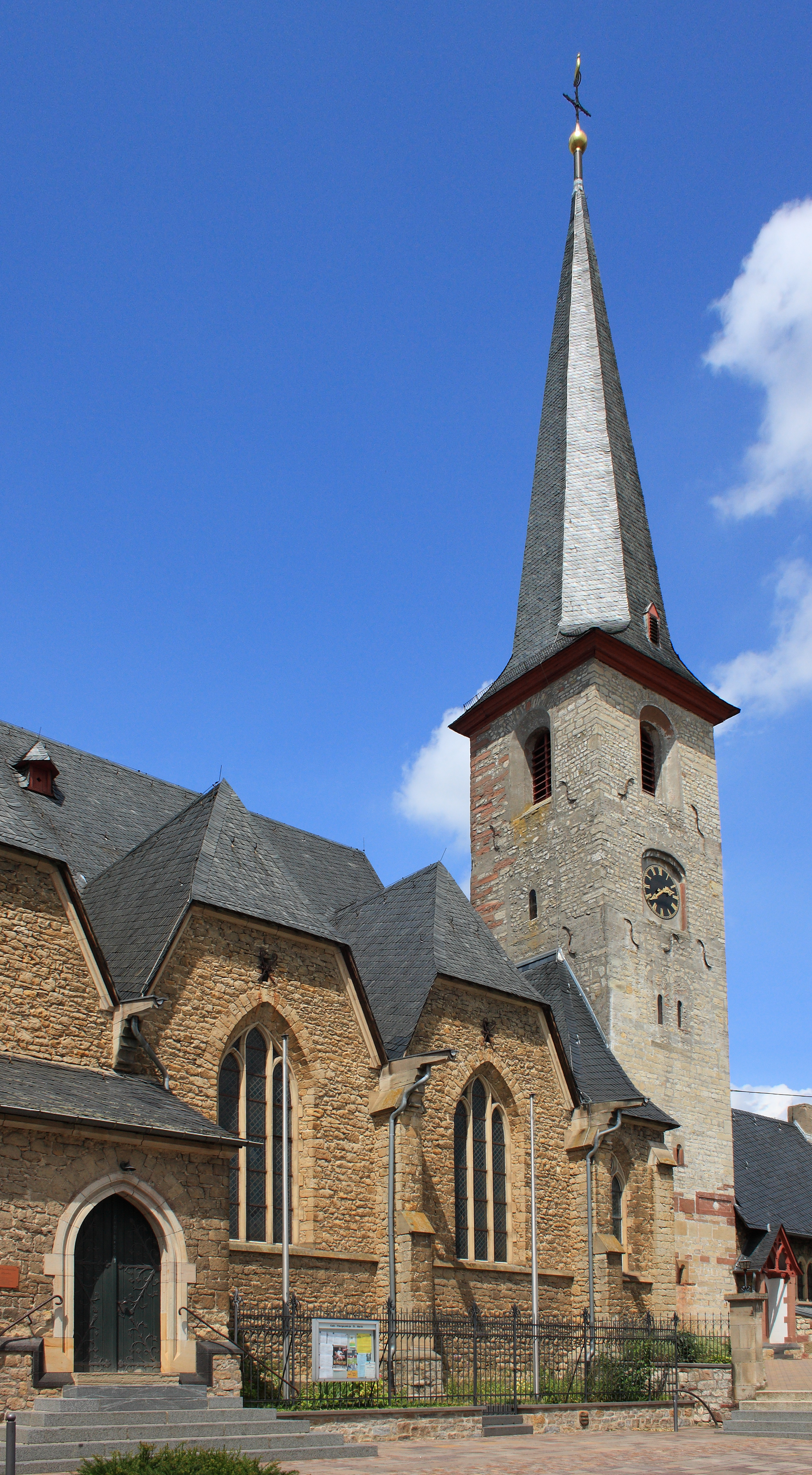
Église catholique St. Martin
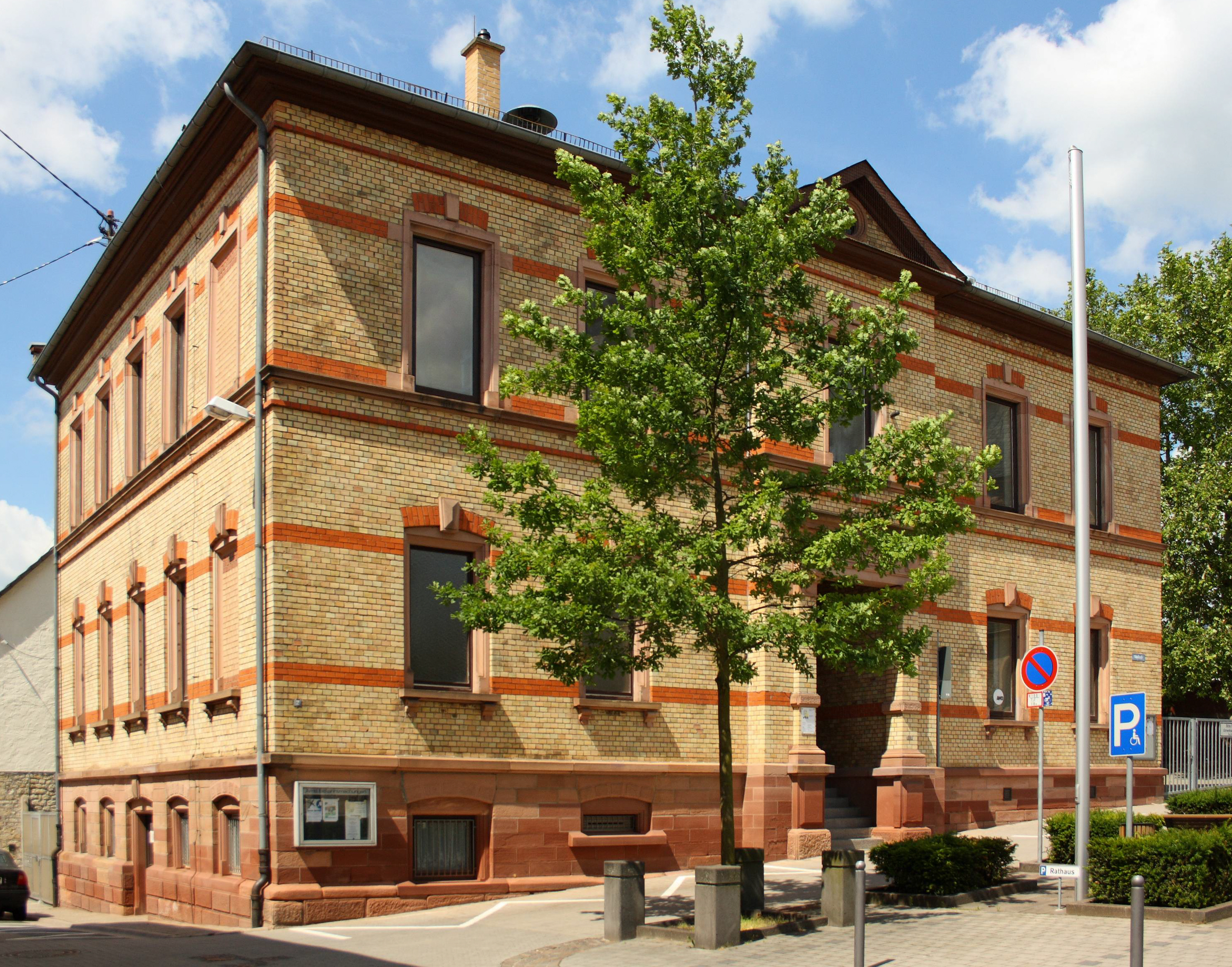
Ancienne école
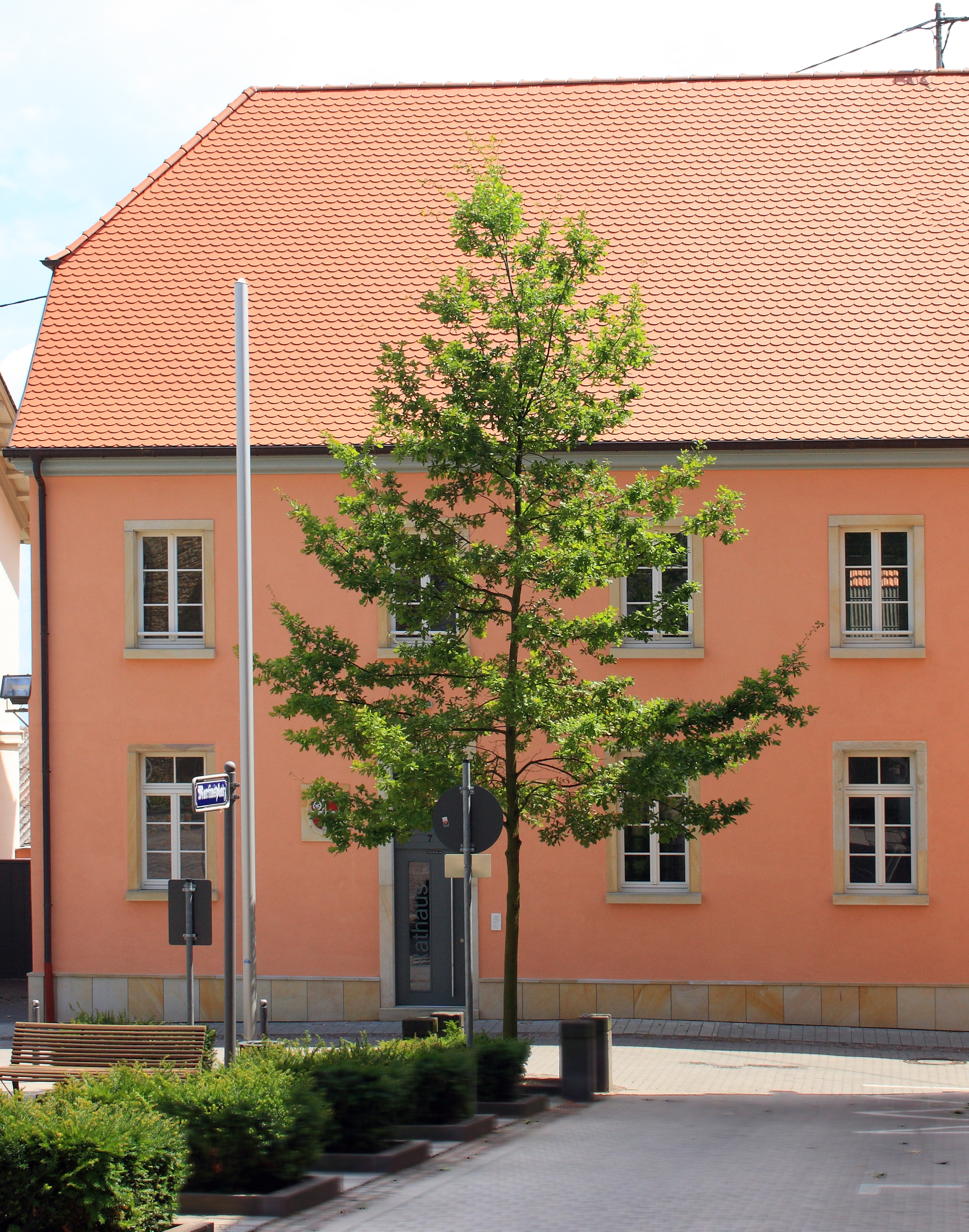
Mairie de Ober-Olm
Localisation de Ober-Olm dans la Verbandsgemeide et dans l'arrondissement

## Jumelage
- Ramonchamp (France)
- Schloßvippach (Allemagne)
- Bobrowice (Pologne)
- Bruck in der Oberpfalz (Allemagne)
- Seebach (Allemagne)
- Seiffen/Erzgeb. (Allemagne)
- Wolfsegg am Hausruck (Autriche)